# 2011年南部スーダン独立住民投票
2011年の南部スーダン独立住民投票は、2011年1月9日から15日に実施された、スーダンからの南スーダン分離独立の是非を問う住民投票である。
同年2月7日に最終結果が公表され、独立を求める票が圧倒的多数を占めた。これをうけて7月9日には、南スーダンがアフリカでは54番目の独立国家として誕生した。

## 概要
アメリカ合衆国のジョージ・W・ブッシュ大統領が主導した2005年の包括和平合意に基づき、住民投票が2011年1月9日から15日の1週間に実施された。投票終了後各地の開票所で集計され、ハルツームに集約された。公表された全地域の開票結果は独立98.8%、統一維持1.1%。最終結果発表は2月7日に行われ、有効投票の98.83%が独立賛成と発表された。これを受けて、北部スーダンのオマル・アル＝バシール大統領が南部の意思を尊重する声明を発表し、正式に同地域の独立が確定した。アフリカ大陸の独立国家誕生としては、1993年のエリトリア以来18年ぶりとなった。また、アフリカの歴史では初めて、植民地支配の時代に引かれた国境線以外の国境線、つまり、アフリカの住民同士が決める国境線が誕生した。アメリカ合衆国連邦政府も全面支援しており、親米国家になる見通し。

## 背景

投票用紙。左は分離独立支持、右は統一維持支持。スーダンでは識字率が低いため絵で表示されている。

## 独立の場合に伴う諸問題
仮に独立が認められても問題は山積みである。

### 南北境界線の問題
南北境界上にあるアビエイは、現在も帰属先未解決の地域である。2011年の独立をめぐる住民投票と同じ日に帰属先を決める住民投票も行われる予定だったが、有権者資格を誰に与えるかで双方が合意できず、同時開催は見送られた。

### 石油利権
油田は南部地区に集中しているが、パイプラインなどの輸出設備は北部にしかない。南北両民にとって石油収入は生命線であり、これらの交渉は数ヶ月間行き詰まっている。

### インフラ整備
国の機関や公共施設の多くは北部に集中しており、南部にはナイル川に架かる橋が一本だけしかなく、電気水道もままならないなど不安が残る。

### 課題に対する各国の支援
アメリカ合衆国のバラク・オバマ大統領は、投票終了後の課題の解決に「全面的に関与する」との意向を発表した。また、オバマ大統領は1月8日付の寄稿では「スーダン指導部が投票結果を遵守すれば、経済制裁解除やテロ支援国家指定の解除」と呼びかけた。

## 民意

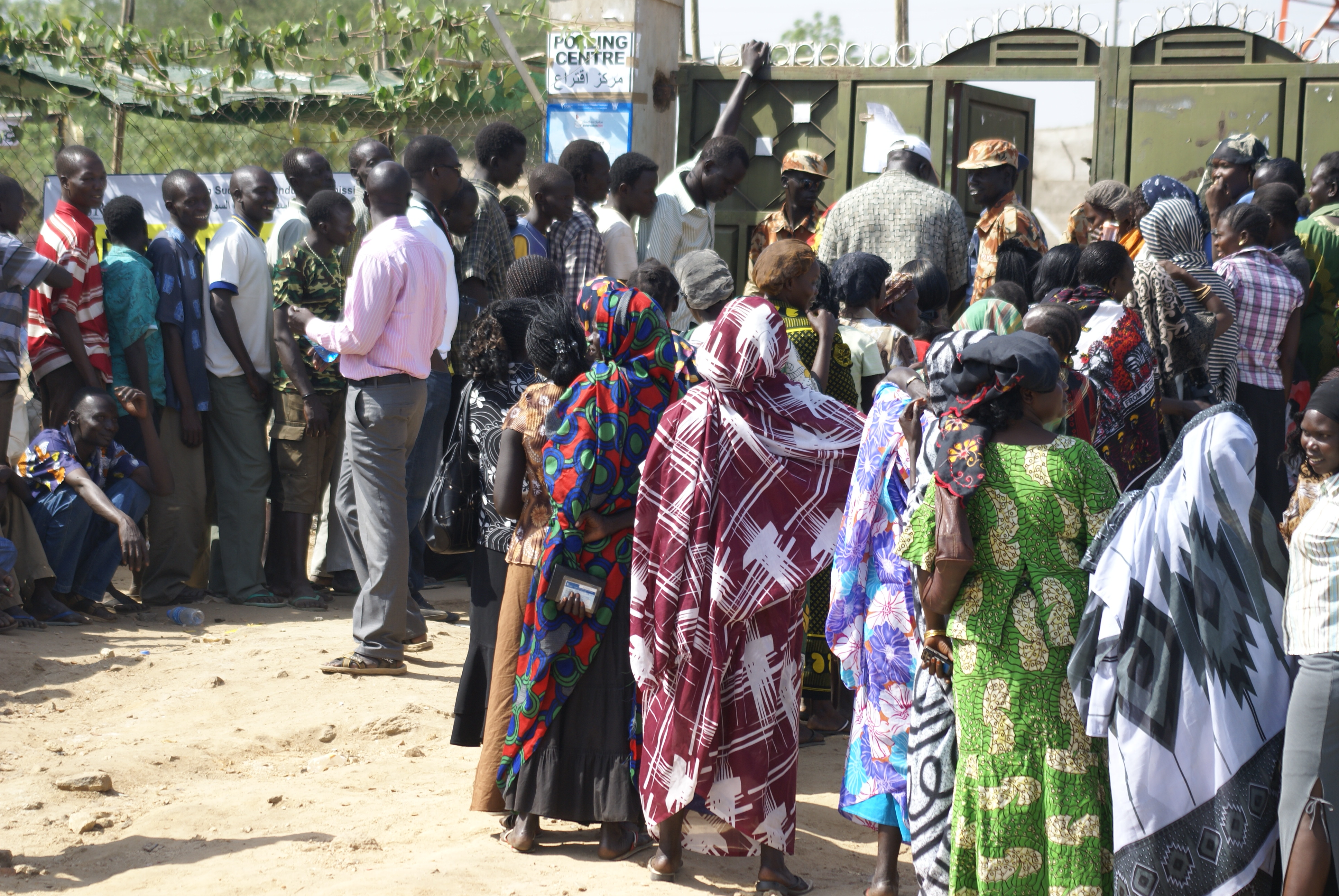
投票所に並ぶ有権者。2011年1月9日、ジュバ。

多くの南部出身者は独立を望んでいるが、一部には「統一」を望む声も根強い。

### 北部の影響
南部独立が成立した場合、バシール大統領は憲法を改正し、イスラム法（シャリーア）をより強化することを表明している。北部にもキリスト教の南部出身者は数多く生活しており、今後の非イスラム教徒や穏健派イスラム教徒にも懸念が広がっている。

### 南部の影響
南部にもイスラム教徒の黒人が15 - 20%ほど住んでいるとされ、首都ジュバにはモスクが13ヶ所ある。イスラム法で優遇されているはずのイスラム教徒の黒人の中には、黒人という理由で北部住民（スーダン政府）から差別されたという人もおり、一部にはスーダン人民解放軍 (SPLA) に参加したり、今回の住民投票に独立支持を投じた人もいた。しかしながら、北部の圧政を受けた南部住民からは、彼らを『（北部の）手下』と思っている人達も少なくない。

## 主な事件・妨害工作など
- ジュバなどでは、有権者登録証を何者かが貧困層から大量買収する事件が相次いでいる。
- 1月7日、アビエイ付近で自治政府軍の拠点を襲撃した武装勢力32人が逮捕。
- 同日、アビエイ地区での油田をめぐる南北民の衝突で33人が死亡した[12]。
- 1月11日夕方、アビエイ付近で北部から帰郷する南部出身者を乗せた長距離バスが襲撃を受け、10人が死亡、18人が負傷した[13]。

## 監視活動
国際連合は、アメリカの俳優ジョージ・クルーニーが率いる団体らと共同で人工衛星からスーダン情勢を監視するプロジェクトを開始した。
日本からは、津矢田絢子予備自2陸曹ら15人の投票監視団を派遣する。他にも欧米や中東、ロシア、中国など、計1,200人以上の監視団が現地入りしている。
ジミー・カーター元大統領も参加活動を行っている。

## 諸外国の反応
- スーダン - バシール大統領が南部の意思を尊重する発表した以外にも、独立後も南北は盟友であるとも発表している。
- アメリカ合衆国 - 最終結果公表後、オバマ大統領が正式に独立主権国家として承認すると公表[3]。
- 中国 - 中国中央テレビの報道の中でスーダン南部の独立承認を報道[18]。スーダンと同じく民族問題を抱える同国が報道するのは異例。